# Atropha sectator
Atropha sectator är en stekelart som beskrevs av Pierre L. G. Benoit 1955. Atropha sectator ingår i släktet Atropha och familjen brokparasitsteklar. Inga underarter finns listade.